# Браво Ото
Браво Ото (званично BRAVO Otto) је награда коју читаоци часописа Браво могу да доделе гласањем за своје омиљене уметнике и извођаче. Награда се додељује једном годишње, почевши од 1957. Израђује се у злату, сребру, бронзи и од 1996. као почасни ОТО за животни рад у платини.
Неки од добитника ове награде у њеном раном периоду, када се додељивала само једном мушком и једном женском добитнику., су Џејмс Дин и Марија Шел 1957, Роми Шнајдер 1958, Лизлот Пулвер 1966. и Рут Лојверик 1962.
Тек касније се почело са доделом више Отоа, тачније додела је била подељена у једанест категорија: „Супербенд рок“, „Супербенд поп“, „Суперпевач“, „Суперпевачица“, „Међународни супер репер“, „Национални супер репер“, „Женска тв-звезда“, „Мушка тв-звезда“, „Женска филмска звезда“, „Мушка филмска звезда“ и „Звезда комедије“.
Још две Ото-награде се додељују од стране редакције: „Шутингстарс године“ и „Почасни Ото“ за врхунске и у дугом низу година успешне извођаче.
Највећи број Отоа су добили Инге Мејзел, за улогу мајке нације у серији „Непоправљиви“ и Пјер Брис (фр. Pierre Brice), за своју улогу Винетуа.